# شهرستان فنشی
شهرستان فنشی (به لاتین: Fenxi County) یک منطقهٔ مسکونی در چین است که در لینفن واقع شده‌است.